# 宝積有香
宝積 有香（ほうしゃく ゆか、1975年7月6日 - ）は、日本の女優。本名の宝の字体は「寳」。北海道出身。スターダストプロモーション所属。血液型O型。

## 来歴・人物
北海道でモデルやローカル番組出演などの活動を経て1995年に上京。スペースシャワーTV『夕陽のドラゴン』（トータス松本・ユースケ・サンタマリア司会）のアシスタントとして全国区のタレントとしてデビューする。この番組ではクールごとにジャージ・メイド服・婦警（女性警察官）などのコスプレで登場していた。『関口宏の東京フレンドパークII』（TBS系）にも従業員（スタジオアシスタント）としてレギュラー出演していた。
1997年、フジテレビドラマ『いいひと。』で女優デビューするが、同年末に河村隆一との交際（同棲）が伝えられ、その後、2001年まで芸能活動を休止している。
BS-i(BS-TBS)のケータイ刑事 銭形シリーズでは、初回放送や定期的ゲスト出演において『○○クイーン』と肩書きが付く被害者役（シリーズが進むと犯人役もこなす）になることが多い。犯人役である場合は必ずどこかに犯人（ホシ）にちなんだ星形の物（アクセサリー、服等）を身に着けている。
2007年、川田希と演劇ユニット「カニクラ」を結成。
2015年、女優になり20周年を記念し、実兄の実話を基にした話で舞台をひとりでプロデュースすることにした。
2018年1月30日、一般男性と既に結婚し、妊娠8ヶ月であることを発表した。
不規則な生活で体調を崩した際に医師から「たくさん水を飲みなさい」と言われたのをきっかけに水に関心を持ち、アクアミネラーレ協会の認定する資格「アクアアドバイザー（2009年）」、「アクアマエストロ（2010年）」 を取得。恵比寿のレストラン「esteam」のミネラルウォーターリストの監修を務める。また、自身のFacebookのページ内において2011年9月7日〜2012年1月25日毎週水曜23時より『水曜日は水(みず)曜日!「宝積有香のWater Night」』を開催。毎回テーマを決めて水に関するアドバイス、豆知識、コメント欄を用いたQ&Aを行っていた。東京都水道局のウェブサイトにて、コラム「水と美」を連載。
日本舞踊（藤間流：勘右衛門派）では藤間勘七味を名乗る。

## 出演

### テレビドラマ
- いいひと。（1997年4月-6月、関西テレビ）- 尾崎紀子 役
- ガラスの仮面 最終話（1997年9月15日、テレビ朝日）
- 月の輝く夜だから（1997年、フジテレビ）
- 不機嫌な果実（1997年、TBS）
- 大好き!五つ子 4〜6・Go!!（2002年-2005年、TBS）
- 逮捕しちゃうぞ（2002年10月-12月、テレビ朝日）- 井森凛子 役
- 御宿かわせみ『第1回 幼なじみ』（2003年4月、NHK金曜時代劇）- お糸 役
- ダイヤモンドガール（2003年4月-6月、フジテレビ）- 谷恭子 役
- 火曜サスペンス劇場 警部補 佃次郎17『妻の立場』（2003年7月15日、日本テレビ）- 長谷ルミ子 役
- 特命係長 只野仁1stシーズン 第3話『仇討ち』（2003年7月25日、テレビ朝日）- 加田里子 役
- TRICK3 エピソード4『死を呼ぶ駄洒落歌』（2003年、テレビ朝日）- 亀山千里 役
- 松本清張特別企画・喪失の儀礼（2003年、BSジャパン・テレビ東京）- いわき中央署の刑事・大塚利夫（大地康雄）の長女 役
- 異議あり! 女弁護士大岡法江 第5話ゲスト（2004年、テレビ朝日）
- 水戸黄門（TBS）
  - 第34部 第20話「三下り半は御免蒙る -宇都宮・江戸-」（2004年）- おゆき 役
  - 第38部 第7話「味が命の人情包丁! -伊勢-」（2008年2月18日）- 早苗 役
- ケータイ刑事 銭形シリーズ（2004年〜、BS-i）
  - ケータイ刑事 銭形泪（BS-i、2004年）
  - ケータイ刑事 銭形零（BS-i、2004年）
  - ケータイ刑事 銭形雷（BS-i、2006年）
  - ケータイ刑事 銭形海（BS-i、2007年）
  - ケータイ刑事 銭形命（BS-TBS、2009年）
  - ケータイ刑事 銭形結（BS-TBS、2010年）
- ママは女医さん（2004年10年 - 11月、TBS） - 皆川みどり 役
- 世にも奇妙な物語 春の特別編『倦怠期特効薬』（2005年4月12日、フジテレビ）
- 大空港警察副署長 日暮征次郎走る!（2005年7月22日、フジテレビ）
- 恋する日曜日文學の唄 女難（2005年、BS-i）
- こちら本池上署（2005年）- 河野亜矢子 役
- 輪舞曲（2006年1月-3月、TBS）
- 月曜ゴールデン（TBS）
  - ゴミは殺しを知っている7（2006年）
  - 法廷サスペンスSP(2)『裁判員制度ドラマ 家族 〜 あなたに死刑が宣告出来ますか ? 〜』（2009年5月18日）- 裁判員・銀行員 有島直美 役
  - 湯けむりバスツアー 桜庭さやかの事件簿（2011年4月18日）- 竹園香織 役
  - 探偵 左文字進16（2013年4月15日）- 後藤千里 役
- 7人の女弁護士 第8話（2006年、テレビ朝日）
- 不信のとき〜ウーマン・ウォーズ〜（2006年7月-10月、フジテレビ）
- 恋する日曜日第3シリーズ 第10話『41歳の春』（2007年3月10日、BS-i）- 真理 役
- 怪談新耳袋スペシャル 『黒い男たち』（2007年6月30日、BS-i）
- 90th Anniversary カルピスドラマスペシャル『今を生きる祖母』（2007年7月7日、BS-i）- 金沢優子 役
- 金曜プレステージ 法の庭（2007年、フジテレビ）- 宮田恵子 役
- 素晴らしい世界「哀愁のハクションダー」（全4話）（2007年10月、北海道テレビ放送）- 小野田美佳 役
- だいすき!!（2008年 1月 - 3月、TBS）- 早苗 役
- ドラマ30
- 京都へおこしやす! 第31回（2008年1月 -、毎日放送制作）- 由夏 役
- 再婚一直線!（2008年 5月 - 7月、TBS）- 栗林真澄 役
- 土曜ワイド劇場
  - 混浴露天風呂連続殺人24（2004年、ABC制作）
  - 西村京太郎トラベルミステリー（テレビ朝日制作）
    - 49 日光〜鬼怒川殺人ルート（2008年）- 花井久美子 役
    - 61 越後・会津殺人ルート〜必ず相席する女!?（2014年3月22日）- 小坂井恵子 役
- 女子大生会計士の事件簿 第5話『幸せなブラックリスト』（2008年11月5日、BS-i）- 明智比呂子 役
- 東京少女福永マリカ 第2話『サンタの贈り物』（2008年12月13日、BS-i）- 店長の紺野 役
- 水曜シアター9 信濃のコロンボ事件ファイル18『越天楽がきこえる』（2009年9月9日、テレビ東京）- 笹原美里 役
- 天装戦隊ゴセイジャー epic 5『マジカル・ハイド』（2010年3月14日、テレビ朝日）- 敷島蓮子 役
- 宇宙犬作戦#00（2010年7月9日、テレビ東京）- 林夫人 役
- 大河ドラマ 龍馬伝 最終話（2010年11月28日、NHK総合）
- ランナウェイ〜愛する君のために（2011年 10月 - 12月、TBS）- 田口良子 役
- 水曜ミステリー9（テレビ東京）
  - ガンリキ 警部補・鬼島弥一 - 警視庁捜査一課 管理官 三島紀子 役
    - 1「優秀?変人?鋭い眼力の持ち主!? 梵字とカレーの謎?」（2012年1月18日）
    - 2「迷走した殺意!女を騙す疑惑のセレブ殺人事件!密室プールの死体が最後に見た哀しい愛の真実」（2012年11月14日）
    - 3「疑惑の女!練炭殺人の完全犯罪!? 幸せの誤算…花壇が語る連続不審死の真相」（2013年7月10日）
- 相棒 ten 第17話「陣川、父親になる」（2012年2月29日、テレビ朝日）- 映像制作会社「メディアプログレス」のディレクター 津村紗弥 役
- 80年後のKENJI〜宮沢賢治21世紀映像童話集〜第三回『黄いろのトマト』（2013年2月27日、NHK BSプレミアム）
- クロユリ団地〜序章〜 第9話・第10話（2013年6月4,11日、TBS）- 三ノ宮薫 役
- 黒い報告書 第3弾「誤解」第五の報告書:たかる女（2013年7月6日、BS ジャパン）- 北村瞳 役
- ホワイト・ラボ〜警視庁特別科学捜査班〜 第2話（2014年4月21日、TBS）- 島村理恵子 役
- マルホの女〜保険犯罪調査員〜 第6話（2014年5月23日、テレビ東京）- 露木志乃 役
- 月曜名作劇場（TBS）
  - 釣り刑事7（2016年8月1日）- 糸魚川実千子 役
- 警視庁ゼロ係〜生活安全課なんでも相談室〜（2017年）- 宍戸郁恵 役
- 土曜ワイド[7]「下町人情捜査班 朝田真平2」（2019年2月23日、フジテレビ）- 栗山幸江 役

### 映画
- スパイ道 第二シリーズ「女スパイ編」#01 スパイ勧誘ビデオ／女教官 芳子（2005年12月公開）
- ケータイ刑事 THE MOVIE バベルの塔の秘密〜銭形姉妹への挑戦状（2006年2月4日公開）
- STAY Story:02宮園真保（2006年公開）- レイコ 役
- 夕映え少女『夕映え少女』（2008年1月公開）
- ココダケノハナシ 第5話:『キッスがしたい』/ 第6話:『ゴメンナサイが言えなくて』〜短篇.jpルーキーズ第3弾〜（2008年）
- 戦国 伊賀の乱（2009年2月21日公開）- 楓風 役
- 引き出しの中のラブレター（2009年10月公開）- 主人公の妹・ミキ 役
- 笑う警官（2009年11月公開）
- 七つまでは神のうち（2011年8月公開、スターダストピクチャーズ）- カウンセラー 役
- 311仙台短篇映画祭映画制作プロジェクト作品『明日』（2011年公開）
  - 篠原哲雄作品『柔らかい土』- 岩田香奈 役
- 映画神社2013第1回渋谷短篇映画祭「一ヶ月以内に新作短篇映画を撮ってくれ!」
  - 真田幹也作品『道玄坂事変』
- しあわせのマスカット（2021年5月14日公開、BS-TBS）- 川本百合恵 役

### 舞台
- 方南ぴぃぐみ
  - 『8ぴぃ』（2004年6月22日〜6月27日、於・OFF・OFFシアター）
  - 『ラスト・ステージ 〜改訂版〜』（2004年12月21日〜12月23日、於・銀座みゆき館劇場）
- 女優☆座『思惑ホテル』（2006年3月10日〜3月12日、於・お台場 スタジオドリームメーカー）
- 劇団方南ぐみ番外公演『男たちよ、懺悔しなさい! 〜ぐち〜』（2006年12月21日〜12月24日、於・恵比寿・エコー劇場）
- ケータイ刑事 銭形海 ON STAGE（2007年7月21日〜7月29日、於・赤阪レッドシアター）
- ケータイ刑事 銭形海 シリーズ最後の舞台!!遂に公開!後悔しないよ!死の航海?!〜超豪華キングアンドリウII世号殺人事件（2008年 2月23日・2月24日、於・東京グローブ座）
- ケータイ刑事 銭形命『歌だ!祭りだ!〜BS・TBSサマーパーティーin赤坂BLITZ!ファン感謝祭歌謡祭〜』（2009年8月27日、於・赤坂BLITZ）
- カニクラ
  - vol.0『疚しい理由』（2007年8月8日〜8月12日、於・Gallery LE DECO 4）
  - vol.0.5『疚しい理由』（2008年3月18日、於・KDDI デザイニングスタジオ）
  - vol.1『おやすまなさい』（2009年3月18日〜3月22日、於・アトリエヘリコプター）
  - vol.2『73＆88』（2009年7月15日〜7月19日、於・アトリエヘリコプター）
- ケイダッシュステージ『苦情の手紙』（2007年8月25日、於・シアターサンモール）
- Nプロジェクト『ファンタジア』（2009年12月22日〜27日、於・新宿シアターモリエール）
- M-DEFIvol.2 『スキャンダル〜二階堂零二の憂鬱』（2010年5月19日〜5月23日、於・新宿スペース107）
- らくだ工務店第19回公演『動かない生き物』（2010年10月23日〜10月28日、於・赤坂レッドシアター）
- ナノスクエア『うそつきと呼ばないで』（2011年3月5日〜3月13日、於・元麻布ギャラリー）・主演
- 黒鯛プロデュース
  - 『ジャズ幽霊さん』（2011年7月28日、於・サントリーホールブルーローズ）
  - 『愛『ば』、地球を救う!?』（2012年9月7日〜9月9日、於・銀座みゆき館劇場）
- Tsuchipro第7回公演『Wife&Husband』〜大正・昭和発。イマドキのユルくない、残念な夫婦たち〜（2012年11月21日〜11月25日、於・ワーサルシアター）
- 茶柱日和「ラブ☆ガチャ。〜新ラブ+ガチャガチャ〜」（2015年10月6日〜10月12日、於・シアターグリーン BASE THEATER）
- 宝積有香プロデュース舞台公演「前向きな人たち」（プロデュース、原案も担当）（2015年12月8日〜12月13日、於・アトリエファンファーレ高円寺）

### CM
- アサヒビール『アサヒ本生』
  - 往年のテレビドラマ『東京ラブストーリー』をパロディにしたCMが話題になった。佐々木蔵之介と共演。
- フジパン『本仕込み』 - 松下由樹と共演
- NTT西日本『キャラクター電報』（2004年）
- 久光製薬 サロンパスAe（2009年、2010年）
- JR西日本 山陽・九州新幹線直通列車「みずほ」「さくら」これからは新幹線篇、快適な人々篇（2011年）
- toto BIG vsボヤいてばっかりマン 篇（2013年）
- 桐灰化学 足の冷えない不思議なくつ下 冷えの実感 篇（2014年）
- 第一三共ヘルスケア 新ルルAゴールドDX くしゃみ 篇（2014年）
- AGF（関西テレビ「ほっとするわ」内オリジナルCM）（2014年）
  - ＜ブレンディ＞インスタントコーヒー『ブレンディがある朝・ない朝』篇
  - ＜ブレンディ＞ボトルコーヒー『ブレンディ飲んでひんやりブレイク』篇
  - ＜マキシム＞贅沢スティックコーヒー サマーギフト『お中元推理』篇
  - Stickアイスマジック!キャンペーン『お中元脳内会議』篇
- ミツカン 金のごまだれ 祝!冷しゃぶ開き 篇（2015年）

### ネット配信
- 「新RUF放送局」（あっ!とおどろく放送局、2011年2月23日）
- フロマージュ特設サイト「フロマージュと 日本酒・お茶 のマリアージュ」進行役（2013年）
  1. 日本酒とのマリアージュ
  2. 日本茶とのマリアージュ
  3. 中国茶とのマリアージュ

### イベント
- のぶとゆうすけのいつもの会話・ゲスト（2009年6月8日、12月14日、CLUB CRAWL）